# Frysetørring
Frysetørring er en måde at tørre forskellige produkter på.
Det fundamentale princip i frysetørring er sublimation. Sublimering er en faseovergang direkte fra fast form til gas eller fra gas til fast form uden en mellemliggende væskefase. F.eks. fordampning af sne uden at sneen smelter først. Ved frysetørring af fødevarer fjernes vandet i produktet, men næring, smag, farve mv. forbliver i produktet. 
Frysetørring kan anvendes til tørring af frugt, grønt, kød og mejeriprodukter. Frysetørrede produkter er kendetegnede ved lav vægt og lang holdbarhed. Eksempelvis kan frysetørrede måltider til fjeldvandring typisk holde sig i op til 7 år Arkiveret 9. januar 2017 hos  Wayback Machine. 

## Frysetørring af kaffe
Kaffevæsken nedfryses til minus 40 grader C, hvilket får vandpartiklerne i den koncentrerede kaffe til at danne iskrystaller. Ved sublimationen, udtrækkes isen fra de frosne granulater i et specielt kammer, som tørrer partiklerne ved meget lavt tryk, og tilbage er den opløselige kaffe
- Wikimedia Commons har flere filer relateret til Frysetørring

| Mad og drikke | Spire Denne artikel om mad og drikke er en spire som bør udbygges. Du er velkommen til at hjælpe Wikipedia ved at udvide den. |